# Vărăști, Călărași
Vărăști este un sat în comuna Dorobanțu din județul Călărași, Muntenia, România. În 1700, localitatea este atestată în harta lui Cantacuzino și apare în copia austriacă din 1707 sub denumirea Veresti .

## Descoperiri arheologice
Pe teritoriul satului se află grindul Grădiștea Ulmilor, care este unul dintre cele mai mari situri arheologice din Bărăgan. Această zonă era acoperită de fostul lac Boian (de unde și numele culturii neolitice Boian). 
Printre descoperiri a fost și o necropolă a culturii Gumelnița ce datează din eneolitic. Printre altele, în aceasta s-a descoperit un mormânt de femeie ce purta ace din aramă pe creștet.